# Гуляївка
Гуля́ївка — село в Україні, у Березівській міській громаді, Березівського району, Одеської області. Населення становить 418 осіб.

## Історія
Під час організованого радянською владою Голодомору 1932—1933 років померло щонайменше 4 жителі села.
Колишній орган місцевого самоврядування — Гуляївська сільська рада.

## Населення
Згідно з переписом 1989 року населення села становило 478 осіб, з яких 206 чоловіків та 272 жінки.
За переписом населення 2001 року в селі мешкало 418 осіб.

### Мова
Розподіл населення за рідною мовою за даними перепису 2001 року:
| Мова       | Чисельність | Відсоток |
| ---------- | ----------- | -------- |
| українська | 381         | 91,15%   |
| румунська  | 16          | 3,83%    |
| російська  | 12          | 2,87%    |
| білоруська | 8           | 1,91%    |
| болгарська | 1           | 0,24%    |
| Усього     | 418         | 100%     |